# Insignie Univerzity Palackého

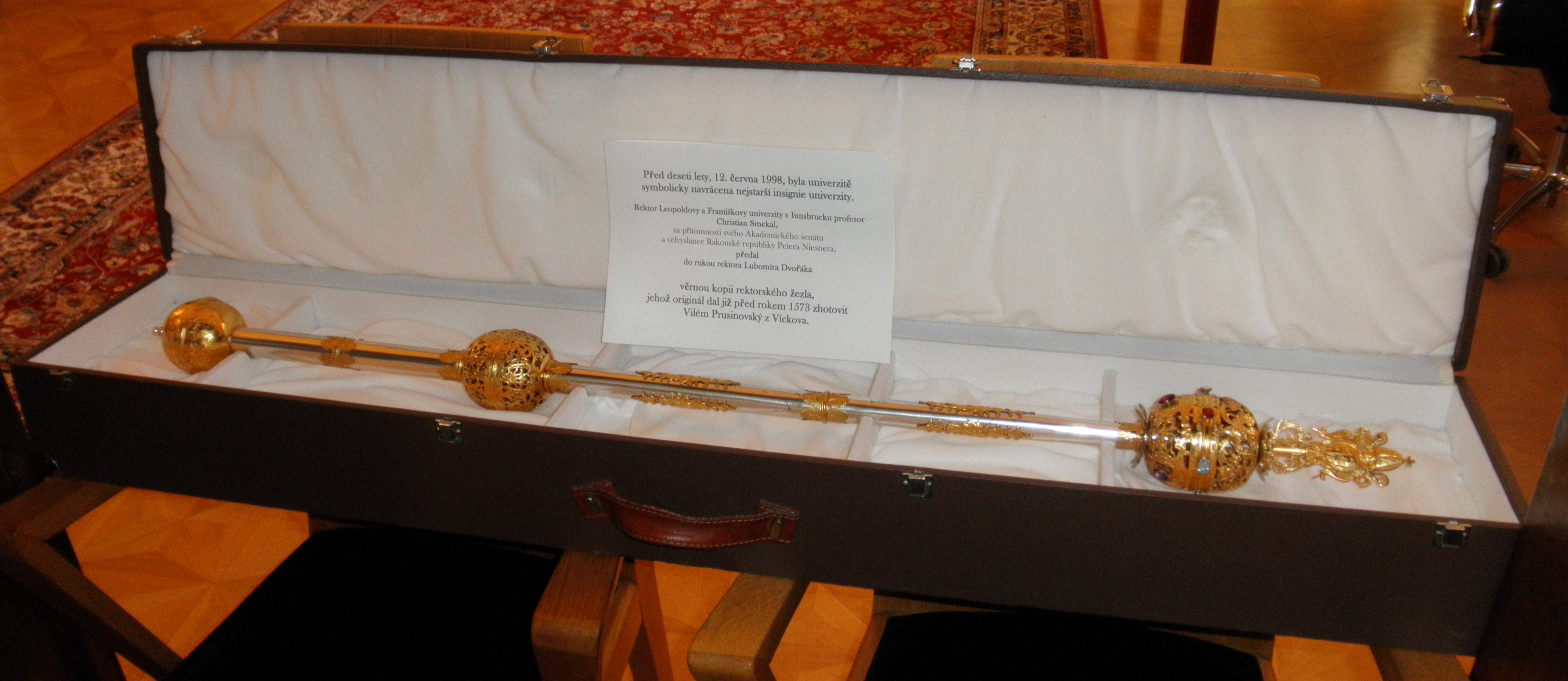
Kopie akademického žezla rektora olomoucké univerzity.

Insignie Univerzity Palackého jsou odznaky hodností akademických hodnostářů Univerzity Palackého v Olomouci. Jedná se o akademická žezla, akademické řetězy a univerzitní standartu. Původní regálie byly v 19. století po zrušení olomoucké univerzity předány Univerzitě v Innsbrucku, proto byly po obnovení olomoucké univerzity v roce 1946 zhotoveny nové. Pravidla pro užívání akademických insignií univerzity stanovuje rektor a pro akademické insignie fakult děkani příslušných fakult.

## Vývoj insignií
Olomoucká univerzita získala jako insignie žezla a řetězy při svém založení nebo krátce po něm, postupem doby i nim přibyly ještě prapor, pečetidla a taláry (slavnostní roucha).
Nejstarší insignií je žezlo olomouckého rektora zhotovené někdy mezi roky 1566-1572, tedy ještě před oficiálním založením univerzity. Nechal jej zhotovit Vilém Prusinovský z Víckova, první rektor olomoucké univerzity. Žezlo bylo vyrobeno z pozlaceného stříbra.
Žezlo filozofické fakulty nechal v roce 1588 vyrobit olomoucký biskup Stanislav Pavlovský z Pavlovic.
Žezlo teologické fakulty bylo vyrobeno v roce 1652. Po zrušení univerzity jej i nadále využívala samostatná Cyrilometodějská bohoslovecká fakulta a po jejím zrušení v roce 1950 žezlo od roku 1958 využívala Cyrilometodějská bohoslovecká fakulta v Litoměřicích. Je jedinou insignií původní univerzity, která zůstala na území českého státu.
Právnická fakulta měla až do zrušení univerzity dvě žezla. Starší z roku 1828 bylo vyrobeno pro nově zřízenou fakultu jen z plechu a bylo označováno jako dočasné. Nové, stříbrné žezlo bylo vyhotoveno v roce 1833.
Rektorát používal během existence staré univerzity celkem čtyři akademické řetězy. Nejstarší získal po roce 1580 od biskupa Stanislava Pavlovského. Ten ale univerzita v roce 1588 prodala. Druhý řetěz obdržela univerzita darem v roce 1617 od císaře Matyáše, který panoval na Moravě v letech 1608-1619. Třetí řetěz dostala univerzita od císaře Ferdinanda III. asi v roce 1652 a užíval jej kancléř univerzity. V roce 1784 byly oba řetězy na základě dvorského dekretu prodány. V pořadí čtvrtý řetěz byl vyhotoven v roce 1836.
Teologická fakulta používala děkanský a proděkanský řetěz. Děkanský řetěz byl vyroben v roce 1908 jako věrná kopie rektorského řetězu z roku 1836. Proděkanský řetěz byl vyroben v roce 1929 u příležitosti 10. výročí vzniku Československa.
Filozofická ani právnická fakulta akademické řetězy nikdy neměly.
K insigniím patřil také prapor, který obdržela univerzita v roce 1664.
V roce 1855 byla zrušena právnická fakulta a celá olomoucká univerzita byla oficiálně zrušena dekretem ze 17. května 1860. V roce 1855 byly insignie (rekrorské žezlo, rektorský řetěz, žezlo filozofické fakulty a žezlo právnické fakulty) předány Zemskému místodržitelství do Brna, které je uchovalo v Moravském zemském archivu. Pouze žezlo teologické fakulty zůstalo v Olomouci. V roce 1869 požádala Univerzita v Innsbrucku u příležitosti otevření lékařské fakulty o zapůjčení olomouckých insignií. O jejich navrácení proběhl v letech 1918-1923 diplomatický spor mezi Československem a Rakouskem, který ale skončil ve prospěch Rakouska a insignie zůstaly innsbrucké univerzitě.
Při obnovení univerzity v roce 1947 tak musely být zhotoveny nové regálie.
Innsbrucká univerzita darovala Univerzitě Palackého v roce 1998 u příležitosti 200. výročí narození Františka Palackého kopii rektorského žezla.

## Insignie
Přehled dochovaných původních insignií 
1. akademické žezlo rektora (před 1572); nyní slouží jako žezlo děkana innsbrucké fakulty teologie
2. akademické žezlo děkana olomoucké filozofické fakulty (1588); nyní slouží jako žezlo děkana innsbrucké lékařské fakulty
3. akademické žezlo děkana olomoucké teologické fakulty (1652); nyní v majetku Univerzity Palackého
4. akademické žezlo děkana olomoucké právnické fakulty (1828); nyní v majetku innsbrucké právnické fakulty (fakulta užívá vlastní žezlo z roku 1826)
5. nouzové akademické žezlo děkana olomoucké právnické fakulty (1833); nyní v majetku innsbrucké právnické fakulty
6. akademický řetěz rektora (1836); nyní slouží jako řetěz děkana innsbrucké lékařské fakulty

Přehled novodobých insignií k roku 1979 
- Rektorské žezlo z roku 1946
- Žezlo lékařské fakulty z roku 1948
- Žezlo filozofické fakulty z roku 1948
- Žezlo pedagogické fakulty z roku 1968
- Žezlo přírodovědecké fakulty z roku 1973
- Rektorský řetěz z roku 1946
- Tři prorektorské řetězy z let 1948 a 1973
- Řetěz bohoslovecké fakulty z roku 1948
- Senátorský řetěz bohoslovecké fakulty z roku 1946
- Děkanský řetěz lékařské fakulty z roku 1948
- Senátorský řetěz lékařské fakulty z roku 1948
- Tři proděkanské řetězy lékařské fakulty z let 1948 a 1975
- Děkanský řetěz filozofické fakulty z roku 1948
- Tři proděkanské řetězy filozofické fakulty z let 1948 a 1976
- Prorektorský řetěz pedagogické fakulty z roku 1969
- Děkanský řetěz pedagogické fakulty z roku 1969
- Tři proděkanské řetězy pedagogické fakulty z roku 1967
- Děkanský řetěz přírodovědecké fakulty z roku 1973
- Tři proděkanské řetězy přírodovědecké fakulty z roku 1973
- Standarta univerzity z roku 1946